# Cospeito
Cospeito er en kommune i det nordvestlige Spanien i provinsen Lugo. Den har et indbyggertal på 4.213 (2024) indbyggere.